# Belvédère de la reine Anne
Le belvédère de la reine Anne (en tchèque : Letohrádek královny Anny), dit aussi maison mathématique (Matematický dům), est un château de la Renaissance dans le jardin royal de Prague, en Tchéquie. Édifié entre 1538 et 1565, prétendument pour Anne Jagellon, reine de Bohême en tant qu'épouse de Ferdinand Ier de Habsbourg, c'est l'un des plus importants monuments de la Renaissance à Prague. 

## Description
Œuvre de Paolo della Stella, c’est l’expression la plus pure de l’architecture de la Renaissance italienne en Europe centrale. Le rez-de-chaussée est entouré d’une loggia richement décorée dont les proportions rappellent celle des portiques de Brunelleschi. L’étage supérieur est un ajout postérieur (1569) dû à Bonifác Wohlmut et abrite une salle de bal sous une splendide toiture carénée.
Le jardin Renaissance est orné d’une « fontaine chantante » (les gouttes d’eau en tombant dans les vasques de bronze les font résonner) dessinée en 1568 par Francesco Terzio et réalisée par le fondeur de Brno, Tomáš Jaroš. À l’origine, ces jardins sont un lieu d’acclimatation de plantes exotiques, un champ de tir et un lieu de réception en plein air.
Un Pavillon du Jeu de Paume s'y trouve. Orné de splendides sgraffites sur une façade traitée en portique, il est l’œuvre de l’architecte Bonifác Wohlmut (1569).
À l'heure actuelle, le belvédère sert de salle d'exposition ou de lieu de réception pour les besoins de la présidence de la République tchèque.

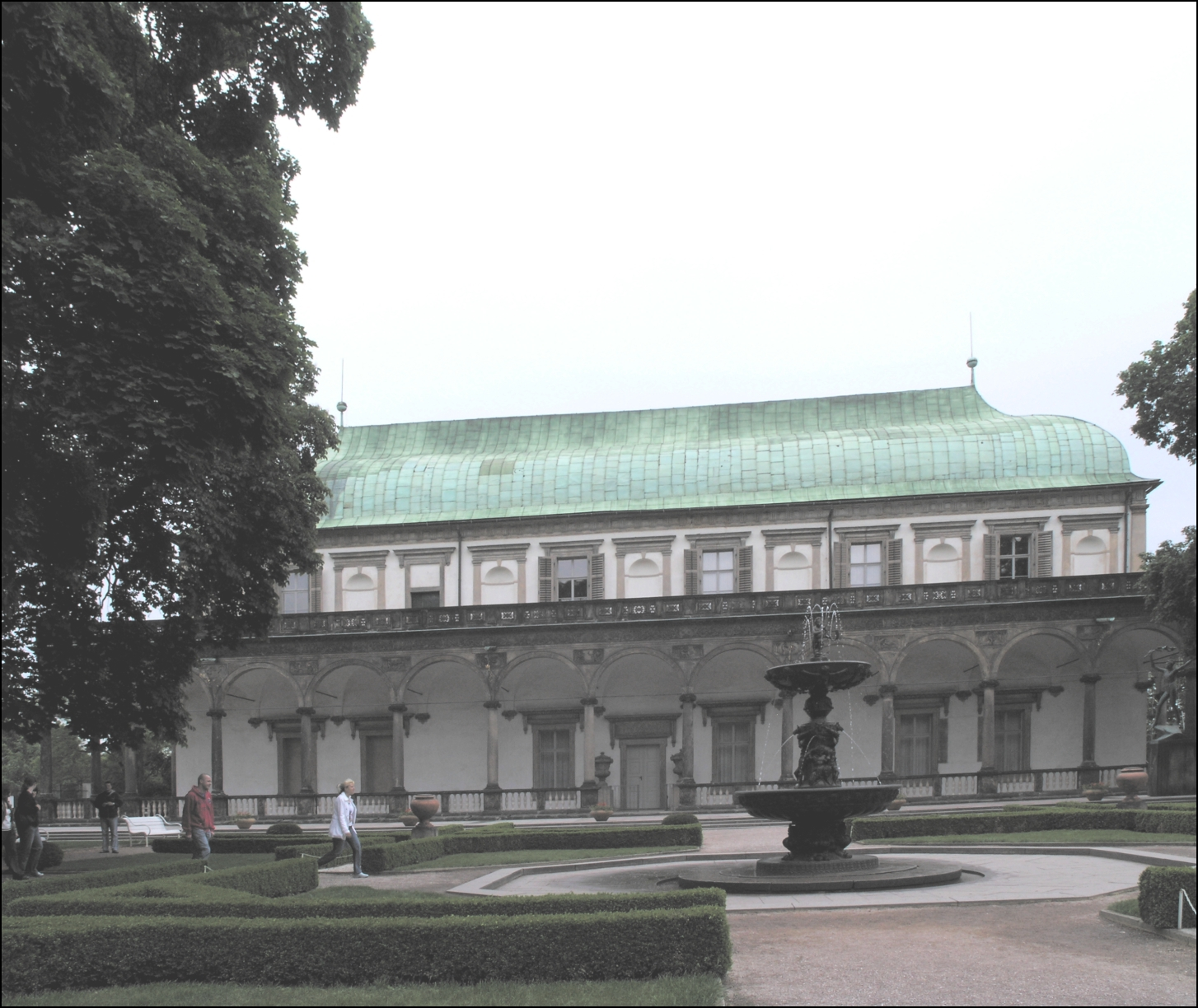
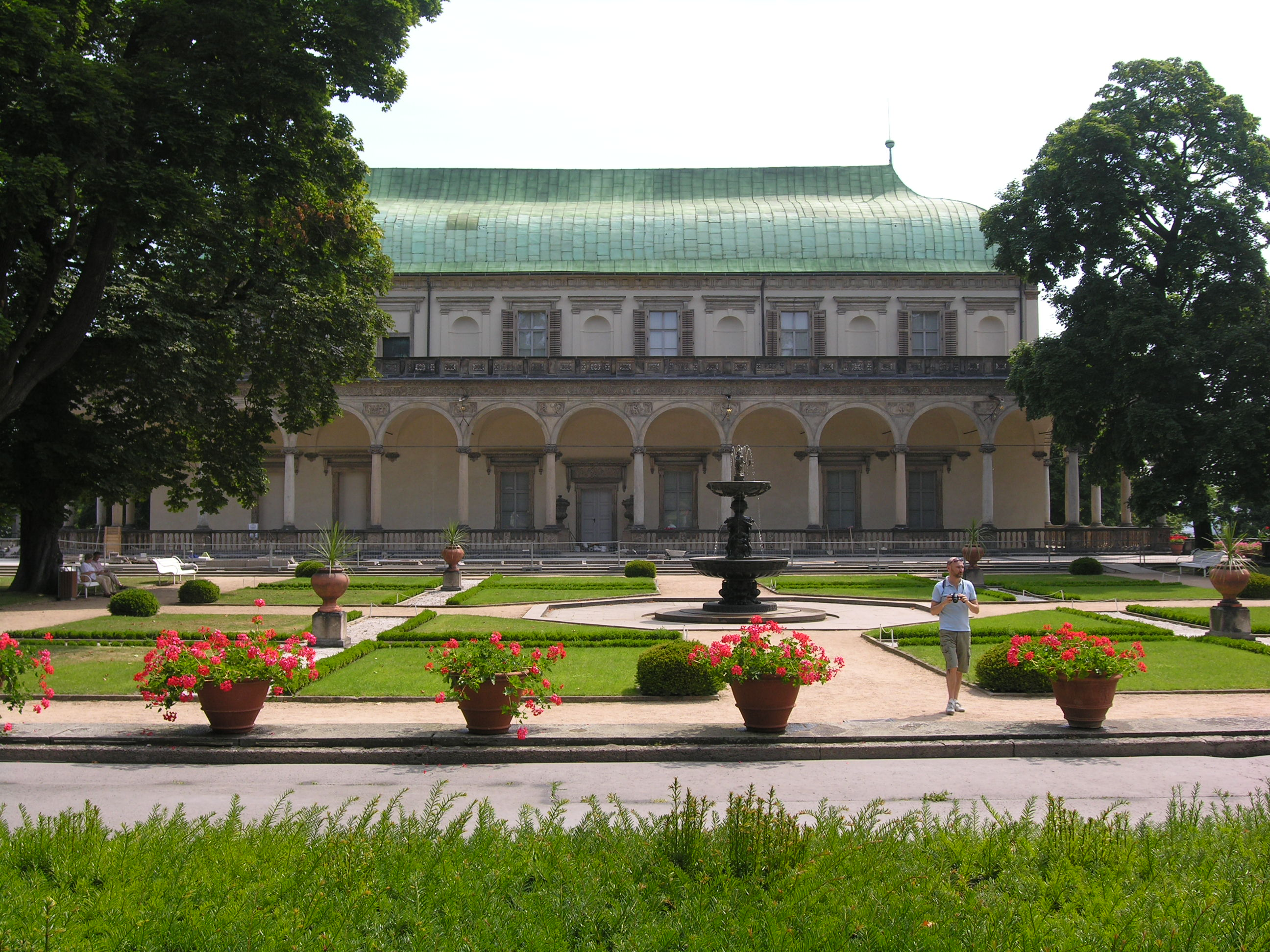
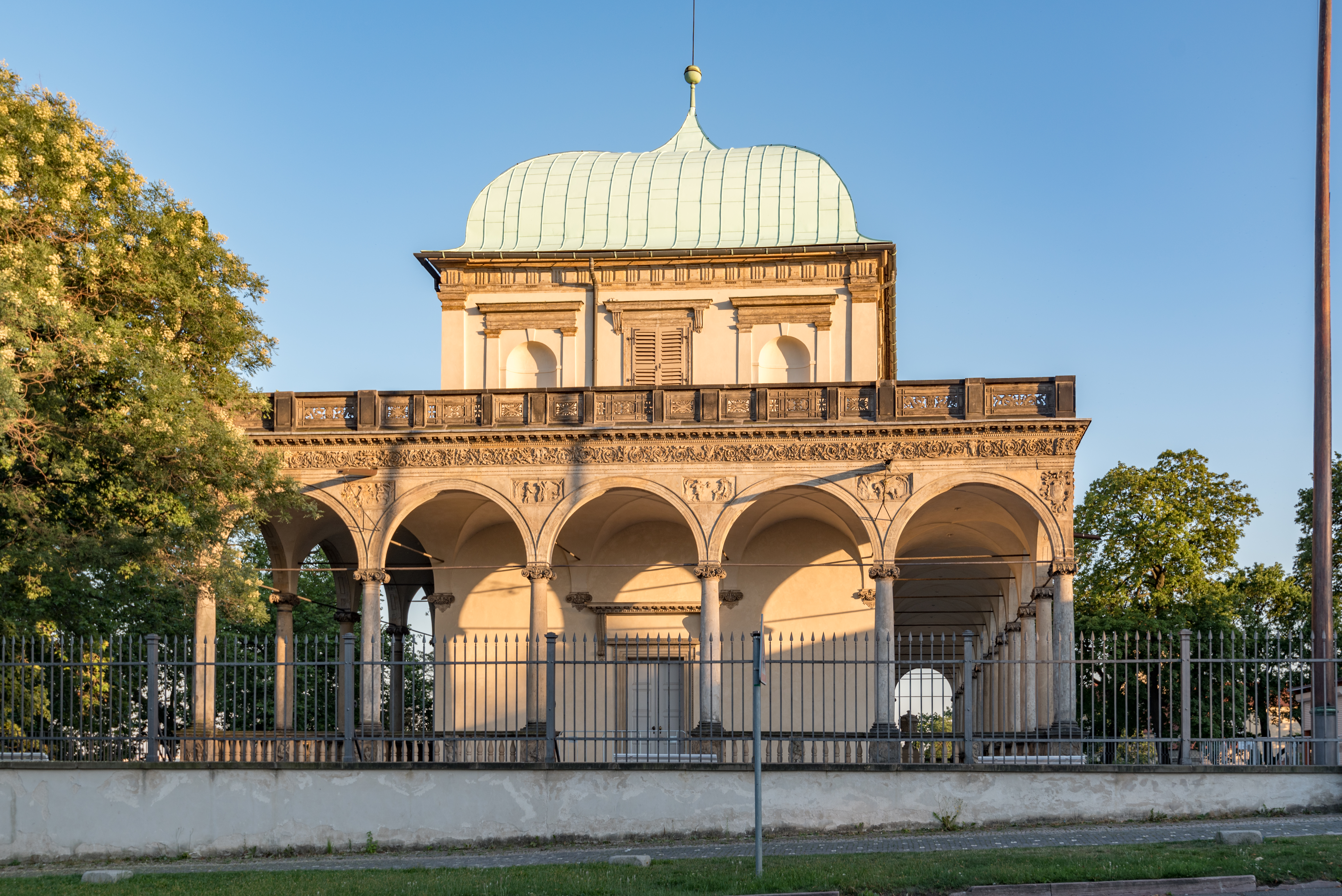